# Aircel Chennai Open 2016
L'Aircel Chennai Open 2016 è stato un torneo di tennis giocato sul cemento. È stata la 21ª edizione del torneo che fa parte dell'ATP World Tour 250 series nell'ambito dell'ATP World Tour 2016. Si è giocato nel SDAT Tennis Stadium di Chennai, nella regione del Tamil Nadu in India, dal 4 al 10 gennaio 2016.

## Partecipanti

### Singolare

#### Teste di serie
| Nazionalità | Giocatore              | Ranking | Testa di serie* |
| ----------- | ---------------------- | ------- | --------------- |
| Svizzera    | Stan Wawrinka          | 4       | 1               |
| Sudafrica   | Kevin Anderson         | 12      | 2               |
| Francia     | Benoît Paire           | 19      | 3               |
| Spagna      | Roberto Bautista Agut  | 25      | 4               |
| Spagna      | Guillermo García López | 27      | 5               |
| Lussemburgo | Gilles Müller          | 38      | 6               |
| Canada      | Vasek Pospisil         | 39      | 7               |
| Croazia     | Borna Ćorić            | 44      | 8               |

* Le teste di serie sono basate sul ranking al 28 dicembre 2015.

#### Altri partecipanti
I seguenti giocatori hanno ricevuto una wildcard per il tabellone principale:
- Karen Chačanov
- Ramkumar Ramanathan
- Andrej Rublëv

I seguenti giocatori sono passati dalle qualificazioni:

- Somdev Devvarman
- Thomas Fabbiano
- Jozef Kovalík
- Ante Pavić

### Doppio

#### Teste di serie
| Nazionalità   | Giocatore         | Nazionalità   | Giocatore      | Ranking | Testa di serie* |
| ------------- | ----------------- | ------------- | -------------- | ------- | --------------- |
| Sudafrica     | Raven Klaasen     | Stati Uniti   | Rajeev Ram     | 56      | 1               |
| Spagna        | Marcel Granollers | India         | Leander Paes   | 80      | 2               |
| Austria       | Oliver Marach     | Francia       | Fabrice Martin | 119     | 3               |
| Nuova Zelanda | Marcus Daniell    | Nuova Zelanda | Artem Sitak    | 119     | 4               |

* Le teste di serie sono basate sul ranking al 28 dicembre 2015.

#### Altri partecipanti
Le seguenti coppie hanno ricevuto una wildcard per il tabellone principale:
- Sriram Balaji /  Ramkumar Ramanathan
- Somdev Devvarman /  Jeevan Nedunchezhiyan

## Punti e montepremi
| Torneo    | Torneo              | V      | F      | SF     | QF     | 2T    | 1T    | Q  | Q3 | Q2    | Q1  |
| Singolare | Punti               | 250    | 150    | 90     | 45     | 20    | 0     | 12 | 0  | 6     | 0   |
| Singolare | Premi in denaro ($) | 75,700 | 39,870 | 21,600 | 12,300 | 7,250 | 4,295 | –  | –  | 1,935 | 970 |
| Doppio    | Punti               | 250    | 150    | 90     | 45     | 0     | –     | –  | –  | –     | –   |
| Doppio    | Premi in denaro ($) | 23.000 | 12.090 | 6.550  | 3.750  | 2.200 | –     | –  | –  | –     | –   |

## Campioni

### Singolare
Stan Wawrinka ha sconfitto in finale  Borna Ćorić con il punteggio di 6–3, 7–5.
- È il dodicesimo titolo in carriera per Wawrinka, primo della stagione e quarto a Chennai.

### Doppio
Oliver Marach /  Fabrice Martin hanno sconfitto in finale  Austin Krajicek /  Benoît Paire con il punteggio di 6–3, 7–5.